# Jesse James (film 1939)
Jesse James – amerykański western z 1939 roku w reżyserii Henry’ego Kinga i Irvinga Cummingsa.
Podczas realizacji zdjęć do filmu utopił się jeden z wykorzystanych koni, co wywołało z kolei falę krytyki i spowodowało to, że od tamtej pory organizacja American Humane Association zaczęła kontrolować, jak traktowane są zwierzęta na planach filmowych.

## Fabuła
Film będący biografią Jessego Jamesa i jego starszego brata Franka Jamesa – jednych z najsłynniejszych bandytów Dzikiego Zachodu.

## Obsada
- Tyrone Power – Jesse James
- Henry Fonda – Frank James
- Nancy Kelly – Zerelda Mimms
- Randolph Scott – Will Wright
- Henry Hull – major Rufus Cobb
- J. Edward Bromberg – pan Runyan
- Brian Donlevy – Barshee